# Pseudopoda casaria
Pseudopoda casaria är en spindelart som först beskrevs av Simon 1897.  Pseudopoda casaria ingår i släktet Pseudopoda och familjen jättekrabbspindlar. Inga underarter finns listade i Catalogue of Life.